# Jürgen Dick
Hans-Jürgen Dick (* 23. November 1949 in Saarbrücken) ist ein deutscher Arzt und Sanitätsoffizier der Bundeswehr im Dienstgrad Generalstabsarzt a. D. Er war in seiner letzten Verwendung bis zum 17. November 2011 Amtschef des Sanitätsamtes der Bundeswehr (SanABw) in München und trat danach in den Ruhestand.

## Leben
Jürgen Dick trat im Jahr 1968 als Grundwehrdienstleistender in den Dienst der Bundeswehr beim Sanitätsbataillon 5 in Koblenz. Im darauf folgenden Jahr nahm er das Studium der Medizin als Stipendiat der Bundeswehr an der Universität des Saarlandes auf, 1975 wurde er Medizinalassistent und 1976 folgte die Wiedereinstellung bei der Bundeswehr als Truppenarzt und Fliegerarzt beim Heeresfliegerregiment 35 in Mendig. Bereits 1977 wurde er als Standortarzt zum Truppenübungsplatz Castlemartin, Grafschaft Pembrokeshire in Großbritannien versetzt. Ein Jahr später folgte eine erneute Versetzung und Dick wurde S3 beim Korpsarzt des III. Korps in Koblenz. Im Anschluss an diese Verwendung wurde er 1980 Referent (Referat II 4) in der Inspektion des Sanitätsdienstes beim Bundesministerium der Verteidigung in Bonn. Er wechselte 1984 innerhalb des Ministeriums zur Personalabteilung, wo er im Referat V 6 ebenfalls als Referent eingesetzt wurde.
Dick wurde 1986 nach Bruchsal versetzt und war bis 1994 Divisionsarzt der 1. Luftlandedivision, gleichzeitig war er Medical Advisor der AMF. Während dieser Verwendung war er zudem 1990 Einsatzleiter beim Erdbebeneinsatz im Iran, im Jahr darauf Leitender Sanitätsoffizier der Kurdenhilfe und 1993 Medical Advisor Allied Forces Central Europe (AFCENT) in Brunssum sowie Leitender Sanitätsoffizier des Deutschen Unterstützungsverbandes Somalia. Im Anschluss an die Tätigkeit als Divisionsarzt wurde er Kommandoarzt beim Wehrbereichskommando VI/1. Gebirgsdivision in München und gleichzeitig Kommandeur des Lazarettregimentes 76 in Feldkirchen. 1996 übernahm er als Kommandeur die Führung der Sanitätsbrigade 1 in Leer, bevor er 1998 den Dienstposten als stellvertretender Generalarzt des Heeres und Gruppenleiter III 1 beim Heeresunterstützungskommando in Mönchengladbach erhielt.
Im Jahr 2001 wurde Dick Kommandeur beim Sanitätskommando IV in Bogen, während dieser Verwendung wurde er zum Generalarzt ernannt. Es folgte 2003 erneut eine Versetzung zur Bonner Hardthöhe, diesmal als Stabsabteilungsleiter II im Führungsstab des Sanitätsdienstes (FüSan). Von Mitte 2005 an war er Medical Advisor und Branch Chief der J-4 Medical Branch im Supreme Headquarters Allied Powers Europe (SHAPE) im belgischen Mons, bevor er zum 1. Oktober 2008 zum Sanitätsamt der Bundeswehr versetzt wurde, wo er als stellvertretender Amtschef und Chef des Stabes diente. Am 11. August 2009 übernahm er von Detlev Fröhlich die Dienstgeschäfte als Amtschef, verbunden mit diesem Dienstposten war die Ernennung zum Generalstabsarzt am 19. August 2009 durch den Bundesminister der Verteidigung Franz Josef Jung. Am 17. November 2011 wurde er in den Ruhestand versetzt.
Am 29. Oktober 2010 gründete Dick den „Förderverein Wiege der Bundeswehr Andernach e. V.“, der sich um die letzte verbliebene Baracke aus der unmittelbaren Anfangszeit der Bundeswehr und deren militärhistorische Sammlung auf dem Gelände der Krahnenberg-Kaserne kümmert. Nach seiner Pensionierung begann er an der Fernuniversität Hagen ein Studium in Geschichte, welches er mit einem Master of Arts abschloss.
Jürgen Dick ist verheiratet und Vater von drei Kindern. Er wurde mit dem Ehrenkreuz der Bundeswehr in Gold und der UN-Medaille UNOSOM ausgezeichnet.

## Schriften
- Jürgen Dick: Die Bürgersoldaten von Rastatt. Der badische Militäraufstand vom Mai 1849 im Rahmen der Reichsverfassungskampagne. Verlag Regionalkultur, Ubstadt-Weiher 2022, ISBN 978-3-95505-342-0.
- Jürgen Dick: Von Waghäusel nach Pea Ridge – Deutsche kämpfen in den USA für Freiheit und Demokratie im 19. Jahrhundert. In: if-Zeitschrift für Innere Führung. 2014 (online [abgerufen am 13. Oktober 2015]).
- Jürgen Dick: The Second Baden Revolution – Deutsche Demokraten im Amerikanischen Bürgerkrieg. In: Militärgeschichte · Zeitschrift für historische Bildung. Ausgabe 4/2006, 2006, S. 10–13 (archive.org [PDF; 3,6 MB; abgerufen am 13. Oktober 2015]).